# Albi di PK - Pikappa
Questo è l'elenco degli albi di PK - Pikappa, pubblicati dal 2002 al 2005 dalla The Walt Disney Company Italia.

## Elenco degli albi
| Numero       | Storia principale             | Storia secondaria                         | Data           |
| ------------ | ----------------------------- | ----------------------------------------- | -------------- |
| Pikappa #001 | Un supereroe per caso         | Cambio della guardia                      | Agosto 2002    |
| Pikappa #002 | Toyland                       | Primo appuntamento                        | Settembre 2002 |
| Pikappa #003 | Un mondo perfetto             | Questione di fiuto                        | Ottobre 2002   |
| Pikappa #004 | Giorni di un passato presente | Allarme                                   | Novembre 2002  |
| Pikappa #005 | Robophobia                    | Destroyer Kid                             | Dicembre 2002  |
| Pikappa #006 | Una galassia lontana          | Intuito... femminile?                     | Gennaio 2003   |
| Pikappa #007 | O.G.R.E.                      | Il metodo orientale                       | Febbraio 2003  |
| Pikappa #008 | Kronin                        | La mamma è sempre la mamma                | Marzo 2003     |
| Pikappa #009 | Grandi speranze               | Immagine a fuoco                          | Aprile 2003    |
| Pikappa #010 | Senza ritorno                 | Ho salvato il pianeta!                    | Maggio 2003    |
| Pikappa #011 | L'eracolatore                 | Mess@ggio in codice                       | Giugno 2003    |
| Pikappa #012 | Un lungo addio                | Ghiaccio rovente                          | Luglio 2003    |
| Pikappa #013 | Creature dagli abissi         | La Supersquadra                           | Agosto 2003    |
| Pikappa #014 | Turisti dallo spazio          | Scala gerarchica                          | Settembre 2003 |
| Pikappa #015 | Lo sciame                     | Vicini pericolosi                         | Ottobre 2003   |
| Pikappa #016 | Protospecie                   | L'amore è cieco                           | Novembre 2003  |
| Pikappa #017 | I senzanome                   | Fuori orario                              | Dicembre 2003  |
| Pikappa #018 | Lo spirito della città        | Oltre la maschera                         | Gennaio 2004   |
| Pikappa #019 | Il campione                   | Tutta la verità                           | Febbraio 2004  |
| Pikappa #020 | I cacciatori                  | S.A.S. Specie Aliene Sconosciute          | Marzo 2004     |
| Pikappa #021 | Serie zeta                    | Fuori programma                           | Aprile 2004    |
| Pikappa #022 | Trasporto valori              | Paradosso                                 | Maggio 2004    |
| Pikappa #023 | Senza via di scampo           | Reazione a catena                         | Giugno 2004    |
| Pikappa #024 | Nemico invisibile             | Il Pozzo                                  | Luglio 2004    |
| Pikappa #025 | Attacco frontale              | Uno: nessuno e centomila                  | Agosto 2004    |
| Pikappa #026 | Il re guerriero               | L'ultimo lento                            | Settembre 2004 |
| Pikappa #027 | Uno + Uno                     | Vogliate gradire quale gentile omaggio... | Ottobre 2004   |
| Pikappa #028 | A 9 secondi dalla fine        | Indizi                                    | Novembre 2004  |
| Pikappa #029 | L'orologio del mondo          | Black dragon                              | Dicembre 2004  |
| Pikappa #030 | Vigilia bianca                | Fumo e specchi                            | Gennaio 2005   |
| Pikappa #031 | Sotto zero                    | Il giudizio                               | Febbraio 2005  |
| Pikappa #032 | The end?                      | -                                         | Marzo 2005     |

## PK001

### Un supereroe per caso
- Copertina: Claudio Sciarrone (disegno), Andrea Cagol (colore).
- Storia principale: Gianfranco Cordara (soggetto e sceneggiatura), Lorenzo Pastrovicchio (matite e chine).
- Trama: L'albo si apre con le immagini dell'Antartide, in cui ha luogo il primo sbarco dei malvagi Evroniani sulla Terra, guidati dal consigliere Gorthan e dal generale Zondag. La scena si sposta poi a Paperopoli dove Paperino è un normale cittadino, non è mai stato a Villa Rosa, e di conseguenza non è Paperinik. Paperino sta cercando di guardare la partita di Football, ma il televisore è guasto. Decide di portarlo al Duckmall, un grande centro commerciale, per farlo riparare, in quanto è ancora in garanzia. Arrivato al Duckmall, Paperino cerca di farsi riparare il televisore in un negozio che sta chiudendo. La sua unica speranza è quella di andare nel negozio dove l'ha comprato. Dopo una lunga fila Paperino scopre che la garanzia è scaduta da due giorni. Infuriato, esce dal negozio di corsa e viene scambiato per un ladro. Un addetto lo prende, ma il televisore cade e si rompe.

Tornato a casa Paperino viene incaricato dallo Zio Paperone di ritirare un pacco. La benzina della macchina finisce. Il cappello di Paperino vola e va a finire sulle rotaie di due treni che stanno per scontrarsi. Con una chiave inglese Paperino riesce a sbloccare lo scambio e l'incidente non avviene. Una voce esamina le caratteristiche di Paperino, dopo lo scampato incidente dei treni. Paperino dopo aver consegnato il pacco a Paperone viene attirato alla Ducklair Tower, il più grande palazzo della città. Arrivato al 151º piano del palazzo Paperino viene accolto da U.N.O. (Unità Neuroimitativa Olografica), un personaggio costituito solo da una testa all'interno di una boccia verde. U. N.O. spiega a Paperino che nella galassia esiste una compagnia di eroi, i Guardiani della Galassia, il cui compito è difendere il proprio mondo da qualsiasi minaccia. Gli acerrimi nemici dei Guardiani sono gli Evroniani, alieni che si cibano delle emozioni altrui. A Paperino viene proposto l'incarico di essere il guardiano della galassia del pianeta Terra. Dopo un iniziale scetticismo, Paperino accetta e firma il contratto. Viene inviato subito a difendere la Ducklair Tower da un attacco evroniano. Dopo aver sconfitto gli alieni Paperino sceglie il nome che avrà nei panni del Guardiano della Galassia: Pikappa.

### Cambio della guardia
- Soggetto e sceneggiatura: Stefano Ambrosio
- Matite e chine: Claudio Sciarrone
- Trama: Everett Ducklair deve progettare un programma di dati che possa scegliere il Guardiano della Galassia del pianeta, prima di ripartire per una missione segreta. Dopo svariati tentativi crea U. N.O. (Unità Neuroimitativa Olografica), che un mese dopo sceglierà come Guardiano della Galassia Paperino.

## PK002

### Toyland
- Copertina: Marco Palazzi (disegno), Andrea Cagol (colore).
- Storia principale: Stefano Ambrosio (soggetto e sceneggiatura), Marco Palazzi (matite e chine).
- Trama: Durante un telegiornale, Angus Fangus e l'attraente Lyla Lay promuovono un nuovo parco divertimenti aperto da poco, Toyland, dicendo che al suo interno ci sono solo sofisticatissimi droidi programmati per interagire con i clienti. Paperino ultimamente ha parecchi problemi con i suoi elettrodomestici a causa dell'antenna del suo vicino che interferisce con tutti gli apparecchi elettrici della sua casa.

Gli evroniani, intanto, stanno preparando un nuovo attacco alla terra, comandato dal comandante Zoryn. Un raggio mandato dalla loro astronave colpisce il parco e trasforma i droidi nel reale personaggio che interpretano. Dopo l'ennesima interferenza dell'antenna, Uno avverte Paperino dell'emergenza e, vestiti i panni di Pikappa, i due si recano al parco per difendere i clienti dai droidi. Nella battaglia è coinvolta anche Lyla Lay, e quando viene ferita si scopre droide anche lei. Grazie a Uno, Pikappa scopre che Lyla ha una barriera anti-interferenza installata nel suo cervello positronico. Duplicandola, Uno crea un'onda di fase inversa che annulla l'effetto del raggio evroniano. Dopo un ultimo scontro con Zoryn, gli evroniani si ritirano. La storia si chiude con Paperino che si vendica dei torti subiti dal vicino.

### Primo appuntamento
- Soggetto e sceneggiatura: Gianfranco Cordara
- Matite e chine: Giovanni Rigano
- Trama: Per scommessa, il vice-direttore di 00 Channel Peter Waterman chiede a Lyla di uscire con lui. Per farsi bello ai suoi occhi, Waterman si accorda con un supercriminale di nome Megawatt, affinché finga una rapina e venga da lui "eroicamente" fermato. Quello che Waterman non sa è che Lyla è un droide. E anche molto forte...

## PK003

### Un mondo perfetto
- Copertina: Claudio Sciarrone (disegno), Andrea Cagol (colore).
- Storia principale: Gianfranco Cordara (soggetto e sceneggiatura), Claudio Sciarrone (matite e chine).
- Trama: Il vice direttore di 00 Channel vuole un servizio giornalistico sulle strane apparizioni avvenute ultimamente in città. Lyla viene incaricata di svolgere il compito. Lyla, Uno e Pikappa scoprono che queste apparizioni sono il risultato della sovrascrittura sulla realtà da un universo parallelo. In pratica la città di Paperopoli in una dimensione parallela sta cercando di sostituire la Paperopoli dell'universo reale. Pikappa e Lyla riescono ad andare in questa dimensione parallela per capire cosa provoca queste sovrascritture.

Nella Paperopoli parallela, noto come Paperopolis, la civiltà è molto diversa da quella vera. Un tempo, quando le due dimensioni erano uguali, arrivò un supereroe, Buck Paper, che, dopo un inizio di giustiziere, prese il potere della città, dicendo che doveva essere perfetta, "proprio come lui". Tutto quello che lui non condivideva come perfetto veniva eliminato. Così si creò una squadra di ribelli, gli Imperfetti, guidati da Angus Fangus, che rivendicavano il loro diritto di commettere errori. Lyla, in uno scontro con Buck Paper, viene catturata, e Pikappa viene portato in salvo dai ribelli. Insieme sferrano un attacco massiccio verso il supereroe, e dopo aver liberato Lyla i due ritornano nella vera realtà. Scoprono che Buck Paper (il cui vero nome è Paperbuck) è originario della loro città, e che Paperopolis è una creatura della sua mente, e l'unico modo che hanno per riportare tutto alla normalità è riportare Paperbuck a Paperopoli. Dopo un duro scontro Pikappa vi riesce e distrugge la macchina dei sogni usata per creare Paperopolis. Decidono di lasciarlo libero, in quanto il trauma subito in seguito al passaggio fra i due mondi gli ha parzialmente cancellato la memoria.

### Questione di fiuto
- Soggetto e sceneggiatura: Stefano Ambrosio
- Disegni e chine: Silvia Ziche
- Trama: Angus Fangus e il praticante Joey sono stati incaricati di fare ricerche di cronaca rosa su Brad Quackitt e May Ganz, due divi dello spettacolo. Angus decide di parlare con l'autista di Quackitt, ma questi (a causa di un equivoco) inizia a rivelare una serie di scottanti segreti sul senatore James May, suo ex-datore di lavoro.

## PK004

### Giorni di un passato presente
- Copertina: Giovanni Rigano (disegno), Max Monteduro (colore).
- Storia principale: Stefano Ambrosio e Gianfranco Cordara (soggetto), Stefano Ambrosio (sceneggiatura), Stefano Intini (matite), Sandro Zemolin (chine).
- Trama: Lyla chiama urgentemente Pikappa per aiutarla a cercare Lyonard D'Aq. Pikappa lo trova mentre sta rubando un'arma da una fabbrica di armi da sparo. Lyo si giustifica dicendo che deve difendere la città dalla creatura di uno scienziato malvagio, il dottor Vulnus Vendor. Egli prima di essese arrestato, aveva creato l'aggregato molecolare polimorfo, un mostro verdastro che distrugge l'oro, per far collassare il sistema economico mondiale e creare un nuovo ordine. Vendor viene arrestato poco dopo aver creato il mostro. Ora evaso di prigione ha riattivato l'aggregato, che attacca una banca. Ovviamente Pikappa prova ad attaccarlo, ma senza successo. Uno dopo spiega a Pikappa che Vendor in realtà si trova ancora in prigione. Lo stesso Lyo poco dopo dice che ad aver riattivato il mostro è stato qualcuno plagiato da Vendor. Dopo una ricerca in rete Uno scopre che Vendor è stato trasferito in un carcere di massima sicurezza, e lì Pikappa gli chiede informazioni. Vendor ovviamente era nella sua cella, il che fa pensare che la teoria di Lyo sia fondata. Infatti il colpevole è Boomer Kincaid, ex compagno di cella del dottor Vendor. Dopo un attacco sventato di Boomer, il mostro attacca il deposito di Zio Paperone, ma Pikappa lo attacca alla sua fonte energetica centrale e lo distrugge.

### Allarme
- Soggetto e sceneggiatura: Gianfranco Cordara
- Disegni e chine: Giovanni Rigano
- Trama: Nella stessa notte PK è chiamato ad affrontare ben tre avversari: Kronin, gli Evroniani e un supercriminale di nome Megawatt. Sceglie di partire con Kronin, ma inseguendolo finisce nel luogo dove si trovano gli evroniani. Dopo essere inizialmente riuscito a metterli l'uno contro l'altro, PK se li ritrova alleati contro di lui. Uno lo salva usando la cronovela di Kronin per spedire Kronin, nel frattempo coolflamizzato, e gli Evroniani nel XXXVII secolo. Rimane Megawatt, che viene sconfitto da PK in pochissimo tempo.

## PK005

### Robophobia
- Copertina: Paolo Mottura (disegno), Andrea Cagol (colore).
- Storia principale: Bruno Enna (soggetto e sceneggiatura), Paolo Mottura (matite e chine).
- Trama: A Placidy, una cittadina vicino a Paperopoli, un robot di nome Ro-Bit di fabbrica della Robolab, si è barricato nel municipio con un ostaggio senza alcuna ragione apparente. Durante la rassegna stampa della Robolab che dovrebbe spiegare l'accaduto, Angus Fangus attacca la società dicendo che non è prudente investire i soldi in apparecchiature che vanno in tilt senza alcuna ragione, rafforzando la tesi dal sequestro di Adam Field, giardiniere e taglialegna.

A causa del suo modo di attaccare la proprietaria della Robolab Birgit Q, incita involontariamente il pubblico ad alzare la voce e a protestare contro il sindaco Morrison. Lyla Lay e Angus cercano indizi sull'argomento, e scoprono una poesia, probabilmente scritta da Adam sopra una fotografia bruciata raffigurante un robot in mezzo ai fiori, il che significa che Ro-Bit e Adam non erano estranei l'uno all'altro. Pikappa nel frattempo si introduce all'interno del municipio, e, guidato da Uno, si prepara ad attaccare Ro-bit, quando Adam si mette fra i due e protegge il robot. Poco dopo Angus cerca di intervistare lo sceriffo e il sindaco di Placidy, ma lo sceriffo lo ferma picchiandolo, mentre il sindaco va nella sua macchina.
Con grande sorpresa al suo interno c'è anche Lyla, che spaventa Morrison, a cui racconta "una storia". Lyla ha scoperto che Ro-bit e Adam si conoscevano, e che il robot, essendo servo del sindaco non fa a meno di sentire alcune sue conversazioni con lo sceriffo, il cui argomento sono dei rifiuti tossici scaricati in un parco naturale. Dato che lo sceriffo stesso controlla i lavori nessun avrebbe scoperto niente, sennonché Adam vede i camion che trasportano i rifiuti tossici e avverte proprio lo sceriffo.
Un mattino l'ufficiale e la polizia cercano di zittire il giovane (probabilmente uccidendolo), ma Ro-bit aiuta il suo amico e si barrica nel municipio con lui. Morrison a questo punto finisce la storia raccontata da Lyla. "Qualcuno indaga e scopre che non c'è alcuna traccia di quei rifiuti tossici, e che anche i testimoni non esistono più.". Birgit Q, aiutata da un altro robot, attacca Ro-bit, Pikappa e Adam, tutti nel municipio, ma a causa di Pikappa il robot va in tilt e segna come bersaglio da colpire tutti i presenti, compresi Birgit e gli agenti della Robolab. Ro-bit per fermarlo lo acchiappa e si butta dalla finestra, finendo per autodistruggersi e per distruggere anche il suo avversario. Il giorno dopo Angus Fangus fa un servizio per 00 Channel e mostra tutti i misfatti di Morrison e dello sceriffo di Placidy.

### Destroyer kid
- Soggetto e sceneggiatura: Riccardo Secchi
- Matite e chine: Massimiliano Narciso
- Trama: Pikappa ha nuovamente problemi con la Pikar e, per evitare di essere sgridato da Uno per averne rotta un'altra, decide di rivolgersi a Lyo. Mentre Lyo si occupa della Pikar, decide di parlare con Pikappa di come era diventato Destroyer Kid e come ha conosciuto Destroyer Duck: in principio, Lyo era un semplice ragazzo che ammirava Destroyer Duck e si allenava per cercare di diventare il suo aiutante, venendo continuamente interrotto da Mark Bookmark, un vicino di casa di Lyo, a causa del rumore che creava. Così, Lyo decise di interrompere gli allenamenti e cercare un superpotere, toccando un meteorite oppure facendosi mordere da un insetto radioattivo, ma non ci riuscì.

A quel punto, Lyo rimase a corto di soldi per tornare a casa dopo essere stato alla ricerca di un superpotere, così decise di vendere i suoi libri dell'università in una biblioteca in cambio di soldi per il viaggio di ritorno. Però, quando Lyo tornò nella biblioteca per riacquistare i suoi libri e continuare gli studi all'università, incontrò Mark Bookmark che stava combattendo come Destroyer Duck per evitare l'invasione dei Unghor. Lyo, vedendo in difficoltà Destroyer Duck, lo aiutò colpendo da dietro le spalle gli invasori con un libro. Destroyer Duck, vedendo il ragazzo, gli chiese se voleva diventare il suo braccio destro e Lyo, con piacere, accettò! Nel presente, Lyo informa PK che aveva dimenticato di inserire l'antifurto.

## PK006

### Una galassia lontana
- Copertina: Emilio Urbano (disegno), Max Monteduro (colore).
- Storia principale: Stefano Ambrosio (soggetto e sceneggiatura), Emilio Urbano (matite), Roberta Zanotta (chine).
- Trama: Gli Evroniani, con l'aiuto della simulazione al computer, stanno cercando un modo per sconfiggere Pikappa. Il risultato della simulazione è che Pikappa non ha i mezzi necessari per un combattimento subacqueo, di conseguenza il temibile generale Zondag decide di lanciargli contro un soldato mutante acquatico, prelevandone uno dalla colonia di Dundain.

Intanto, Pikappa si reca all'appuntamento con Lyo in un magazzino ma, pochi secondi dopo il suo ingresso, una strana macchina alla quale Lyo stava lavorando si mette in funzione e teletrasporta il suo amico nella colonia evroniana di Dundain. Là, in quel preciso istante, Zondag era alla ricerca del soldato perfetto per eliminare Pikappa.
Dato che Uno impiega troppo tempo a riportare indietro Lyo, Pikappa chiede all'intelligenza artificiale di teletrasportarlo perché possa riportare a Paperopoli il suo amico. Giunto a Dundain, Pikappa si ritrova in mezzo ad un combattimento tra gli Evroniani ed il popolo di Dundain, ribellatosi grazie alla guida di un Anziano Condottiero.
Seguendo i Dundain nella ritirata, Pikappa scopre che l'Anziano Condottiero è in realtà Lyo. Pikappa e Lyo guidano la riscossa finale dei Dundain contro gli Evroniani, mentre Zondag si procura un guerriero mutante acquatico, usato in precedenza per pattugliare i condotti di scarico dei generatori. La storia termina con Pikappa che sconfigge il nuovo avversario costringendo Zondag a ritirarsi. I Dundain sono liberi e il supereroe e Lyo possono tornare a casa.

### Intuito... femminile?
- Soggetto e sceneggiatura: Gaja Arrighini
- Matite e chine: Giada Perissinotto
- Trama: Angus Fangus è stato sorteggiato per un incontro con l'attrice Nora Day, di cui è segretamente un grande fan. Si sta tuttavia disperando perché non vuole che ciò si sappia in giro, visto che ha vinto un concorso consumando biscotti per l'infanzia. Lyla fraintende la situazione e decide di aiutarlo a dimagrire, sottoponendolo ad un rigido training fisico e dietetico per una intera settimana. Il giorno dell'incontro, Nora Day senza il trucco di scena si rivela essere una strega, agli occhi di Angus, che scioccato si appoggia su delle scatole di biscotti, che costituiscono la scenografia: affamato a causa della dieta, inizia a mangiare il loro contenuto. La mattina successiva il giornalista è sofferente per il mal di pancia, ma Lyla scambia ciò per delusione dovuta allo sfortunato appuntamento. Decide così di cercare un'anima gemella che assomigli al suo collega, e gli presenta perciò una robusta kiwi.

## PK007

### O.G.R.E.
- Copertina: Andrea Freccero (disegno), Max Monteduro (colore).
- Storia principale: Augusto Macchetto (soggetto e sceneggiatura), Andrea Freccero (matite e chine).
- Trama: Vulnus Vendor, travestito da addetto alla sicurezza, si introduce nel laboratorio di ricerca biochimica di Paperopoli nei panni di Steve, per poter utilizzare tutte le apparecchieture presenti nei vari laboratori. Mentre Vulnus Vendor sta versando una sostanza contenuta di una provetta in un contenitore, Paperino deve sostituire Paperoga come fattorino per la consegna delle pizze. Nel frattempo, una goccia della sostanza cade su un aspirapolvere che prende vita e scappa dai laboratori. Ad un certo punto, Paperino, durante il lavoro, si ritrova davanti questo aspirapolvere e cerca di catturarlo, ma si accorge che c'è qualcosa di strano.

In quel momento, Angus Fangus è alla ricerca di notizie e sta camminando da solo lungo la strada fino a quando, davanti a sé, l'aspirapolvere si trasforma in un bulldozer, facendo scappare Angus Fangus e spiazzando Pikappa, che è ancora alla ricerca di un piccolo aspirapolvere. Intanto, Vulnus Vendor è seduto sul suo letto con addosso un casco ed in mano una specie di joystick, con il quale sta controllando le operazioni del bulldozer, ovvero O.G.R.E. (Organic Growing Restless Eater = Infaticabile Divoratore a Crescita Organica). Mentre Vulnus Vendor sta parlando con un'anziana signora che possiede la casa nel quale Vulnus Vendor abita attualmente, O.G.R.E. distrugge un negozio di accessori per auto, rubando batterie, cavi e fari alogeni per diventare più potente.
Finalmente Pikappa ritrova O.G.R.E. e cerca di attaccarlo, ma O.G.R.E. scappa scavando un buco nel terreno. Non appena Pikappa si rimette in marcia, Angus Fangus scopre il buco, ma è ancora senza notizia. Pikappa non sa come distruggere O.G.R.E., così decide di chiedere aiuto a Lyo, che gli presta un'arma chiamata Balestra a Microonde, usata nel passato da Destroyer Duck. Contemporaneamente, O.G.R.E. distrugge un reparto di saldatura industriale e si potenzia nuovamente e maggiormente.
Pikappa riprova ad attaccarlo, ma sviene ed al suo risveglio si trova nella Ducklair Tower con Uno ed insieme pensano ad un piano. Nel frattempo, Vulnus Vendor è stato trovato dalla polizia e fugge sui tetti dei palazzi di Paperopoli mentre O.G.R.E. si appropria di una memoria: ora riesce anche a memorizzare e ragionare. Scoppia un altro scontro tra Pikappa e O.G.R.E.: Uno capisce che O.G.R.E. sta cercando proprio lui, dato che è una grande fonte di energia ed intelligenza, così attiva una procedura di emergenza per difendersi: una scarica elettrica da milioni di volt. Pikappa è in difficoltà e cerca di mandare via O.G.R.E. attirandolo verso altre fonti di energia, come il Sole. O.G.R.E. prende alla lettera Pikappa e si dirige verso il Sole, distruggendosi. Ma Vulnus Vendor è ancora in libertà...

### Il metodo orientale
- Soggetto e sceneggiatura: Alberto Savini
- Matite e chine: Alessandro Pastrovicchio
- Trama: PK, visto un film sul metodo orientale di allenamento (nel film consistente nell'allenarsi pelando patate), pensa che UNO stia facendo la stessa cosa con lui e, per non dargli la soddisfazione di spiegarli il metodo orientale, ripulisce di propria volontà il piano segreto. Peccato che non fosse questo ciò che UNO voleva fare...

## PK008

### Kronin
- Copertina: Giovanni Rigano (disegno), Max Monteduro (colore).
- Storia principale: Stefano Ambrosio (soggetto e sceneggiatura), Giovanni Rigano e C. Giorgilli (matite e chine).
- Trama: Durante una rapina a una gioielleria, il carico di diamanti rubato finisce in mare dopo l'intervento di Pk per arrestare i malfattori e, quando cerca di recuperare il suo berretto finito in acqua, non trova né quello né le gemme. Mentre tenta invano di capire dove possano essere finiti i diamanti, scatta l'allarme in un museo, dove Pk si reca prontamente. Durante la lotta con i ladri scoppia un incendio che rischia di bruciare la maschera d'oro di Duckankamon e, mentre Pk cerca di salvarla, compare dal nulla un individuo che la prende con sé, scomparendo subito dopo.

Nel frattempo due misteriosi individui avevano assistito a entrambe le rapine: sembrano sapere esattamente quando avverano i furti e cosa succederà. Analizzando le riprese del museo, Uno scopre che la maschera è stata rubata da un viaggiatore temporale: appena l'intelligenza artificiale ricostruisce il volto del misterioso pirata spazio-temporale, Pk riconosce immediatamente che si tratta del temibile Kronin. Mentre Paperino cerca disperatamente un regalo economico per il compleanno di Paperina, scatta l'allarme della National Bank; Uno ha però scoperto che Kronin ruba gli oggetti un attimo prima della loro distruzione durante rapine finite male.
Pk comincia a creare confusione in modo da attirare Kronin che infatti arriva prontamente. Kronin è più preparato di quel che credeva e imprigiona il Guardiano. Quando tutto sembra perduto, arrivano i due misteriosi spettatori di tutte le rapine che fermano subito Kronin con armi avveniristiche: si rivelano essere Tempoliziotti i cui compito è vigilare sui viaggi temporali per evitare modifiche al continuum spazio-temporale. I due portano via Kronin e, dopo aver arrestato anche i criminali della nostra epoca, Paperino trova anche un regalo per Paperina: la cronovela di Kronin.

### La mamma è sempre la mamma
- Soggetto e sceneggiatura: Sergio Cabella
- Matite e chine: Gianni Gatti
- Trama: La madre di Angus sta per arrivare dalla Nuova Zelanda per vedere il figlio. Intanto Angus è impegnato con un servizio in diretta da un albergo su un certo Fat Boy che vuole cento milioni di dollari o inonderà l'ostaggio di burro di arachidi. Angus viene scambiato con l'ostaggio e mentre Fat Boy sta facendo le sue dichiarazioni davanti a Camera 9, viene stordito da Rangi Fangus, la madre di Angus.

## PK009

### Grandi speranze
- Copertina: Corrado Mastantuono (disegno), Max Monteduro (colore).
- Storia principale: Gianfranco Cordara (soggetto e sceneggiatura), Corrado Mastantuono (matite), Sandro Zemolin (chine).
- Trama: Paperino è stanco e la sua casa è disordinata a causa della sua vita da supereroe, che lo tiene continuamente impegnato. Mentre Paperino cerca di svegliarsi, Birgit Q sta chiedendo a Tyrrel Duckard di scoprire l'identità segreta di Pikappa e, dato che Tyrrel non conosce Pikappa, Birgit Q gli mostra un filmato: dopo i primi fotogrammi, Tyrrel Duckard non accetta perché la ritiene un'impresa troppo facile, ma quando vede Lyla Lay nel filmato, cambia completamente idea. Nel frattempo, Paperino si trova negli studi di 00 Channel e... sta dormendo mentre Lyla Lay sta bevendo un bicchiere d'acqua. Non appena Paperino si sveglia, la cara Lyla propone gentilmente di andare a pranzo, nella speranza che Paperino si svegli.

Arrivati al ristorante, Tyrrel Duckard si avvicina al loro tavolo e chiama Lyla Lay Eve, ma lei non ricorda chi sia: quando, finalmente, si avvicina a lui, nella sua mente parte un flashback: Paperino, preoccupato, interviene e cerca di allontanare Tyrrel Duckard, ma Lyla interviene e cerca di evitare la rissa tra Tyrrel e Paperino. Tyrrel Duckard cerca di far tornare la memoria a Lyla, ma lei non ricorda chi sia. Tyrrel Duckard esce dal ristorante e Lyla, confusa, rimane a riflettere nel ristorante, seduta al suo tavolo.
Lyla si accorge che tra dieci minuti dovrà essere in onda a 00 Channel, così Paperino e Lyla escono e si dividono ma, mentre Paperino si sta addormentando sul Metro, Lyla Lay viene rapita da Tyrrel Duckard in un vicolo di Paperopoli. Intanto, Tom Waterman sta ancora aspettando Lyla Lay per la diretta... ma tarda ad arrivare...
Paperino arriva finalmente a casa, si infila il pigiama ma, non appena sta per mettersi a letto, suona il telefono: è Tom Waterman che si sta chiedendo dove sia Lyla. Paperino risponde che l'ha lasciata a cento metri da 00 Channel, ma Tom ribatte che lei non è tornata e che ha assolutamente bisogno di lei per l'edizione delle cinque. Paperino intuisce che sia davvero Tyrrel Duckard c'entra qualcosa in questa faccenda...
Intanto, nei Duckmount Studios, Tyrrel e Lyla si sono collegati tramite un cavo. Lyla inizia a ricordare e scopre che nel passato Tyrrel Duckard era Adam, il suo fidanzato. Erano entrambi gli esperimenti di Lord Babbage: Lyla Lay era perfetta, mentre Tyrrel Duckard era un robot che andava scartato e disattivato a causa del suo odio verso le cose viventi. Lord Babbage, per eliminare Tyrrel Duckard, decide di far scoppiare un incendio nella loro dimora, ma alla fine entrambi si salvano e Tyrrel scopre che l'incendio era stato appiccato da Lord Babbage.
Nel frattempo, Lyla ha lasciato un messaggio in segretaria a Pikappa, chiedendogli di recarsi ai Duckmount Studios. Paperino si insospettisce, dato che l'ha chiamato Pikappa anziché Paperino e pensa che sia una trappola, così si reca ai Duckmount Studios con la sua Pi-Kar munito di un'arma speciale fornita da Uno.
Nel frattempo, Lyla e Tyrrel stanno aspettando: Pikappa tarda ad arrivare, ma non appena arriva scoppia uno scontro tra Pikappa e Tyrrel Duckard. La dolce Lyla è triste e gli dispiace di aver attirato nella trappola Pikappa. Mentre lo scontro continua, Uno informa Pikappa che Tyrrel Duckard è un robot come Lyla e che può picchiare duro: Pikappa segue il consiglio e lo scontro diventa più duro e violento. Pikappa è costretto ad abbandonare il suo scudo Extransformer a causa di un missile a guida magnetica e così lo scontro continua con delle spade. Durante lo scontro, Pikappa e Tyrrel Duckar si spostano per i vari set del Duckmount Studios, fino ad arrivare in un set di fantascienza dove Pikappa usa l'arma speciale che Uno gli aveva consegnato prima di recarsi nei Duckmount Studios.
Ora Pikappa si trova di fronte ad un bivio: o rivela la sua identità segreta a Tyrrel Duckard o Lyla Lay verrà resettata. Pikappa sceglie la prima alternativa e Tyrrel non vede l'ora di rivelare la vera identità di Pikappa a Birgit Q. Lo scontro ricomincia, ma questa volta è Lyla che resetta Tyrrel. Pikappa cerca di consolarla, ma lei vuole rimanere da sola, così Pikappa esce e torna a casa mentre Lyla posa il corpo di Tyrrel davanti ad una casa simile o uguale a quella nel quale vivevano nel passato, nei Duckmount Studios.

### Immagine a fuoco
- Soggetto e sceneggiatura: Stefano Ambrosio
- Matite e chine: Antonella Dalena, Raffaella Seccia
- Trama: Camera 9 riprende un'intervista di Angus Fangus riuscendo anche a seguire lo scontro tra Pikappa e il supercriminale Pyrox, un papero che controlla il fuoco grazie al suo esoscheletro a misura di papero. Lo scontro (all'inizio alla pari) è sempre seguito dai commenti di Camera 9 e dalle domande che Angus fa ai passanti e anche a Pikappa, rischiando di distrarlo dal nemico. Ad un certo punto Pikappa, distratto da una domanda di Angus, si ritrova circondato dalle fiamme e si salva passando per un tombino.

Da lì arriva sotto i piedi di Pyrox e finge di attaccarlo, facendolo cadere in trappola. Pyrox infatti spara il suo fuoco sull'asfalto, fondendolo e l'asfalto fuso gli si incolla ai piedi, impedendogli di muoversi. Pikappa ne approfitta distruggendo la sua arma e lasciandolo alla polizia. Le immagini della storia hanno la forma delle inquadrature fatte dal casco della telecamera di Camera 9.

## PK010

### Senza ritorno
- Copertina: Stefano Turconi (disegno), Max Monteduro (colore)
- Storia principale: Stefano Ambrosio (soggetto e sceneggiatura), Stefano Turconi (matite), Roberta Zanotta (chine).
- Trama: Pikappa deve sostenere un'ispezione a sorpresa per verificare la sua idoneità nel ricoprire il ruolo di Guardiano della Galassia del suo pianeta Terra e viene teletrasportato su un'astronave del consiglio galattico. Intanto Uno cerca di far filare liscio il colloquio che Pikappa (nelle vesti di Paperino) aveva il giorno d'ispezione per un posto di fattorino mandando al suo posto una controfigura olografica di Paperino, guidata appunto da Uno.

All'inizio l'ispezione va bene ma poi i Guardiani della Galassia e il Capitano si trovano a poca distanza di un buco nero e rischiano di essere risucchiati. Il capitano K'eerk interviene per potenziare manualmente il propulsore dell'astronave. L'operazione riesce e l'astronave si ritrova in orbita stabile intorno al buco nero, ma l'energia dell'astronave non basta a vincere l'attrazione gravitazionale del buco nero e il capitano, durante l'operazione è finito all'interno del buco nero. C'è un'altra astronave che si trova nelle stesse condizioni dei Guardiani e Pikappa, dopo una discussione con Roknar (un Guardiano della Galassia che ha fiducia solo nei suoi muscoli e nelle sue esperienze), riesce a convincere i colleghi a collegare i motori delle due astronavi per ottenere una spinta sufficiente a uscire per sfuggire dal buco nero.
Nel frattempo Uno conduce brillantemente il colloquio di lavoro di Pikappa sotto le mentite spoglie della sua controfigura olografica, riuscendo in un primo momento ad ottenere il posto di direttore.
I Guardiani della Galassia (tranne Volkin che è rimasto a bordo dell'astronave dei Guardiani per dirigere le operazioni) riescono ad entrare all'interno dell'astronave aliena e scoprono che è abitata da bio-robot minatori che li attaccano subito. I Guardiani si ritirano sull'astronave di partenza per studiare un piano. Mentre i colleghi Guardiani analizzano la situazione, Pikappa si ritira nella sua camera e capisce che il buco nero è falso e che anche il capitano ha fatto l'errore di caderci dentro apposta, resta solo da capire perché.
Uno si ritrova di fronte all'ultima prova del colloquio di lavoro: assaggiare la torta fatta dalla moglie del futuro datore di lavoro di Paperino. Analizzandola e trovandola pessima, Uno risponde di conseguenza e perde il posto: mai insultare la moglie di qualcuno, figuriamoci quella di un ex-direttore.
Pikappa è vicino a scoprire l'inganno del capitano ma viene interrotto da Volkin. In quel momento Roknar sta cercando di convincere i Guardiani ad attaccare l'astronave dei bio-robot per prenderne possesso. Nessuno è d'accordo con la sua idea e Pikappa cerca di dire ai colleghi il frutto delle sue ricerche, ma viene di nuovo interrotto dall'improvviso attacco della astronave dei bio-robot. Pikappa decide di lasciare i colleghi a difendere la nave e di dirigersi verso il buco nero, distruggendo il generatore energetico che lo teneva in moto. Con la sua distruzione, i bio-robot che stavano mettendo alle strette i Guardiani si fermano di colpo. A quel punto la storia si conclude con Pikappa e il capitano K'eerk che riepilogano lo svolgimento della simulazione e il suo scopo.

### Ho salvato il pianeta!
- Soggetto e sceneggiatura: Fausto Vitaliano
- Matite e chine: Roberta Migheli
- Trama: Lyo fa da babysitter al suo nipote Billy. Lyo lo tiene occupato raccontandogli le imprese di alcuni strampalati supereroi dei suoi tempi e affermando di aver contribuito a salvare il pianeta dal malvagio alieno Anydridor.

Intanto arriva un addetto della ditta "Sgombrotutto", contattata da Lyo per fare una pulizia totale del magazzino della Century, l'azienda in disuso in cui abita. Billy, scambiando l'addetto della "Sgombrotutto" per Anydridor, lo attacca mettendolo in fuga. Anydridor è veramente tornato con l'intenzione di vendicarsi ma, dopo un colloquio con l'addetto appena uscito dalla Century, decide di ritornare sul suo pianeta per aprire una discarica. La storia finisce con Lyo che riferisce alla sorella Jenny di essersi trovato bene con Billy e con quest'ultimo che, dopo avergli sfilato il telefono dalle mani, racconta alla mamma Jenny di come ha sconfitto il falso Anydridor.

## PK011

### L'eracolatore
- Copertina: Graziano Barbaro (disegno)
- Storia principale: Bruno Enna (soggetto e sceneggiatura), Graziano Barbaro (matite), Simone Maccari (chine)
- Trama: Pikappa viene attirato in una trappola degli evroniani e portato sulla loro astronave. Qui il tecnarca Zoster gli spiega che Evron ha bisogno del suo aiuto. Infatti Gorthan è rimasto collegato all'eracolatore simbiotico di Zartas, il suo idolo, attivato da Zoster. Attualmente Gorthan è perso in una specie di sogno da cui non si risveglia e l'eracolatore rischia di esplodere: se succedesse si creerebbe un buco nero che risucchierebbe l'armata evroniana e anche la Terra. Pikappa non ha altra scelta che aiutare il nemico e Zoster lo collega all'eracolatore per farlo entrare nel sogno e risvegliare così Gorthan.

Pikappa si ritrova così a ricoprire il ruolo di Hogarn, comandante dei Miniathi, il popolo appena conquistato da Gorthan (che crede di essere Zartas) con cui deve trattare la resa. Janira, una papera che assomiglia a Lyla Lay e qui moglie di Hogarn, convince Pikappa-Hogarn a tenere impegnato l'esercito evroniano sfidando Gorthan-Zartas a duello mentre i Miniathi tenteranno di fuggire attraverso le gallerie infinite, una serie di cunicoli all'interno della crosta del pianeta.
Gorthan-Zartas accetta la proposta di Pikappa-Hogarn che, nel corso del combattimento, cerca di ricordargli la sua vera identità come Consigliere di Evron. Così facendo riesce a risvegliare Gorthan e i due ritornano alla vita reale. Zoster approfitta della situazione per rimangiarsi la parola e imprigionare Pikappa, ma Gorthan lo ferma dicendo che è ora di far tornare in auge gli antichi codici e decide di lasciare libero Pikappa. Tutto si conclude con Gorthan che spiega a Pikappa che i due sono stati protagonisti di un fatto storico realmente accaduto e con Gorthan che si libera dell'eracolatore, lanciandolo nello spazio.

### Mess@ggio in codice
- Soggetto e sceneggiatura: Barbara Garufi e Stefano Ambrosio
- Matite e chine: Emilio Urbano e Roberta Zanotta
- Trama: Pikappa, seguendo alla lettera le direttive dell'omnimanuale dei Guardiani della Galassia, confonde un giochino nascosto (da lui erroneamente attivato sul computer dei nipoti) con un messaggio in codice di Uno che lo avverte di un'imminente invasione. La storia si conclude con Uno che spiega a Pikappa che tutto è dovuto all'eccezionale temporale che ha causato un guasto alla centrale elettrica di Paperopoli e che interferisce con le comunicazioni satellitari. Nella scena finale si vede che Pikappa si tranquillizza e che sopra la Ducklair Tower passano delle astronavi di invasione evroniane.

## PK012

### Un lungo addio
- Copertina: Lorenzo Pastrovicchio (disegni e chine)
- Storia principale: Gianfranco Cordara (sceneggiatura e soggetto)
- Trama: Il malvagio Vulnus Vendor è tornato in azione attaccando Lyo e trasformandolo nel gigante mostruoso Lyozard. Intanto Pikappa-Paperino va all'ennesimo colloquio di lavoro e scopre il piano di Vulnus Vendor. Lo scienziato vuole far rivivere i dinosauri, in modo da far tornare il pianeta ai tempi della preistoria.

Intanto Lyozard semina il panico in città e Pikappa tenta di fermarlo. Scoprendo che la trasformazione è ormai irreversibile, Pikappa decide suo malgrado di porre fine alla vita di Lyozard. In preda alla rabbia e al rimorso per non aver salvato l'amico, decide di vendicarsi su Vulnus Vendor. Fortunatamente Lyla lo ferma appena in tempo: infatti lo scienziato pazzo serve a loro vivo per trasferire una traccia mnemonica conservata in una macchina di Lyo (quella dà inizio alla storia di PK numero 6 "Una galassia lontana") in un androide creato da Uno con le somiglianze di Lyo. Vulnus Vendor accetta di aiutarli facendo promettere a Pikappa e a Lyla di lasciarlo libero a fine operazione.
L'operazione riesce bene ma, dato che Vulnus Vendor non ha fatto nessun patto con Lyo, quest'ultimo decide di consegnarlo alla polizia. La storia finisce con Pikappa e Uno che sospettano che Vendor abbia in qualche modo modificato la mente di Lyo, durante il trasferimento dei dati.

### Ghiaccio rovente
- Soggetto e sceneggiatura: Alberto Ostini
- Matite e chine: Giada Perissinotto
- Trama: Il direttore di Angus affida a quest'ultimo un servizio dagli spogliatoi dell'Ice-dome, lo stadio che ospita una finale di hockey. Angus riesce a seguire la partita, prendendo suo malgrado il posto del portiere dei Duckies, Timothy Shutter e giocando al suo posto.

Angus non riesce a scrivere il servizio affidato ma la sua sostituzione, notata da Lyla Lay e da Paperino che hanno assistito alla partita, ha permesso ai Duckies di portare a casa la coppia dei campioni.

## PK013

### Creature dagli abissi
- Copertina: Fabio Celoni (disegni)
- Storia principale: Tito Faraci (soggetto e sceneggiatura)
- Trama: Paperino-Pikappa viene sostituito da Uno come nuovo responsabile della sicurezza della base sottomarina Proteus, al cui interno gli scienziati e i loro collaboratori sono vittime di strane allucinazioni. Arrivato sul posto, Paperino-Pikappa scopre che la base è alle direttive della dottoressa Kraver, che la usa per condurre non meglio specificate ricerche sottomarine. Mentre viene accompagnato da Willy, il capitano che lo ha portato a bordo della Proteus, Paperino-Pikappa sviene e ha una visione in cui affronta un gigantesco polipo viola, riuscendo solo a stordirlo e costretto a sfuggire. La visione si conclude con Pikappa circondato da strani esseri alieni bianchi.

Dopo essere stato svegliato da Willy, Paperino-Pikappa e Uno fanno il punto della situazione. L'intelligenza artificiale spiega così a Paperino-Pikappa che tutto a che fare con un incidente avvenuto in mare anni fa in cui un'astronave cadeva in mare durante una tempesta. Assistettero al fatto, il capitano Kraver (padre della dottoressa) e il suo equipaggio che sopravvissero all'incidente. Vennero infatti ritrovati sulla spiaggia di un'isola senza ricordare come ci erano arrivati e la stampa non credette alle loro storie sul disco volante. Per quanto riguarda le allucinazioni, di cui anche Paperino-Pikappa è stato vittima, sono dei messaggi in codice per far capire ai lavoratori della Proteus del pericolo e di lasciare tutto nelle mani degli alieni bianchi.
Naturalmente il messaggio non è mai stato colto dalla dottoressa Kraver e la base subisce l'attacco di quattro polipi marini alieni, dello stesso tipo affrontato da Pikappa nella sua visione. Pikappa tenta di salvare la situazione ma si ritrova circondato, riuscendo comunque a mettere in salvo due operatori esterni.
Mentre l'equipaggio della Proteus si ritira nell'hangar sotterraneo, Pikappa viene salvato dagli alieni bianchi che spiegano il loro problema. Sono infatti abitanti di Alborn che sono caduti sul pianeta Terra mentre riportavano i Kruller (i polipi viola) al loro pianeta d'origine. Nell'impatto, l'intelligenza artificiale dell'astronave alborniana si è guastata e i Kruller si sono liberati seminando il panico tra i ricercatori terrestri. Pikappa propone agli alborniani di sostituire temporaneamente la loro intelligenza artificiale con quella di Uno in modo da catturare i mostri e di rispedire la nave in orbita. Ci penseranno poi gli alborniani a finire il lavoro. L'operazione riesce, l'equipaggio della Proteus si mette in salvo con una nave dell'hangar arrivando alla prima spiaggia vicina. Qui viene lasciato anche Paperino-Pikappa che finge di non ricordare come è arrivato lì.

### La Supersquadra
- Soggetto e sceneggiatura: Stefano Ambrosio
- Matite e chine: Max Narciso
- Trama: Destroyer Duck ha deciso di creare la Supersquadra, un team di supereroi che si aiuteranno a vicenda nelle loro imprese. Purtroppo l'idea, all'atto pratico, si dimostra un fallimento: i supereroi, nel corso delle loro imprese, si intralciano a vicenda non riuscendo a fermare il nemico. A questo punto Destroyer Kid (alias Lyo da giovane) consiglia ai supereroi di far intervenire di volta in volta un solo supereroe a nome della squadra. La proposta di Lyo vede i suoi successi pratici e la Supersquadra comincia ad assicurare i criminali alla giustizia.

## PK014

### Turisti dallo spazio
- Copertina: Marco Palazzi (disegno), Max Monteduro (colore).
- Storia principale: Stefano Piani (soggetto e sceneggiatura), Marco Palazzi (matite), Riccardo Sisti (chine).
- Trama: La storia si apre con un fotografo, Richard Adams, che fotografa degli alieni atterrati sulla Terra come turisti. Egli porta le immagini alla polizia, come suo solito, ma in queste non si vede nulla. Nonostante ciò, Lyla si incuriosisce al caso. Contemporaneamente in una Paperopoli assolata i navigatori satellitari della G.C. SAT non funzionano, anche se non hanno problemi interni. Pk e Lyla intanto riescono a vedere due turisti alieni e rubargli il BIP, che li teletrasporta sul pianeta Traal. Qui vengono a sapere che c'è un'agenzia di viaggi, guidata da un certo Emanuel Zarko, che organizza viaggi su pianeti che stanno per autodistruggersi, come la Terra. Gli eroi riescono a capire che in realtà è Zarko, con alcuni stratagemmi, che fa collassare i pianeti. Tornati sulla Terra scoprono che Zarko ha deciso di distruggere il nostro pianeta tramite un raggio traente montato sul satellite della G.C.SAT (che infatti sta per Grande Catastrofe Satellite), guidato dalla Terra. Pk si intrufola nella sede dell'agenzia e ferma il progetto. Alla fine su Traal, l'agenzia di viaggi Zarko viene presa d'assalto dalla gente delusa per la non-distruzione (per i Traaliani è un grave delitto non mantenere una promessa), e Angus manda la notizia del tentativo di distruzione della Terra da parte di Zarko, contro il parere del presidente Methodius T. Grant che non ci crede.

### Scala gerarchica
- Soggetto e sceneggiatura: Stefano Ambrosio
- Matite: Stefano Intini
- Chine: Sandro Zemolin
- Trama: Z'rood, un archivista di Evron, scopre l'identità segreta di Pk e la trasmette all'operatore Zryyl, ma, dopo vari passaggi, da trasmettitori a tecnarchi a generali, il messaggio cambia di volta in volta, finché arriva al supremo consigliere Gorthan come quello di distruggere le "cabine del denaro", vanificando per sempre la scoperta di Z'rood.

## PK015

### Lo sciame
- Copertina: Alessandro Pastrovicchio (disegno), Max Monteduro (colore).
- Storia principale: Tito Faraci (soggetto e sceneggiatura), Lorenzo Pastrovicchio (matite e chine).
- Trama: Un furgone blindato sta trasportando il famigerato scienziato pazzo Vulnus Vendor verso il carcere di massima sicurezza di Darkflag mentre Pk lo sta seguendo per evitare brutte sorprese. Infatti dopo una deviazione imprevista uno sciame di api robotiche (munite di potenti armi a raggi) attacca il furgone ma, nonostante il numero degli insetti, Pk riesce a portare il furgone al sicuro dentro la Century Ltd.

Vendor svela di essere il creatore dello sciame e spiega che le api sono in grado di auto-rigenerarsi e di costruire a loro volta altre api, aumentando in tal modo di numero. Pk e Lyo chiudono tutte le possibili feritoie dalle quali potrebbero entrare gli automi. Intanto lo sciame è tornato alla carica e, essendo in contatto telepatico con Vendor, riesce a raggiungere Pk e gli altri mentre tentano la fuga. Con uno stratagemma Pk spinge lo scienziato a mandare temporaneamente via lo sciame, avendo così modo di organizzarsi.
La priorità dello sciame è l'incolumità del dottor Vendor, Pk capisce quindi che passando in mezzo allo sciame con Vendor le api non potranno attaccarlo. In questo modo però vengono in conflitto le due priorità dello sciame: l'incolumità di Vendor e la sua liberazione. Questo bug fa in modo che lo sciame reagisca fondendosi in un unico gigantesco mostro che Pk riuscirà a distruggere facendogli stringere i fili della rete elettrica di Paperopoli.

### Vicini pericolosi
- Soggetto e sceneggiatura: Alberto Ostini
- Matite: Marco Palazzi
- Chine: Riccardo Sisti
- Trama: Angus Fangus intercetta casualmente dei discorsi dei suoi vicini che sembrano informarlo di un'imminente distruzione della Terra da parte proprio dei vicini che sarebbero alieni. Dopo varie indagini, Angus avverte l'esercito, la stampa e le autorità portandole nell'appartamento degli alieni, dove il giornalistà scoprirà che i suoi coinquilini amano i giochi di ruolo fantascientifici.

## PK016

### Protospecie
- Copertina: Giovanni Rigano (disegno), Max Monteduro (colore).
- Storia principale: Alberto Lavoradori (soggetto, sceneggiatura e matite), Giovanni Rigano (matite e chine), Cristina Giorgilli (chine).
- Trama: Uno deve eseguire dei lavori per costruire un'uscita di emergenza sotterranea, senza l'aiuto di Pikappa che deve sostenere il suo primo giorno di lavoro come vice-assistente-redattore di Weird Duck Novel, la rivista degli alieni e del mistero. Durante i lavori (che Uno conduce usando il Golemroid), Uno viene attaccato da uno strano, orribile alieno tentacolare e, non riuscendo a fermarlo, si collega ai cavi di una linea telefonica e telefona a Pikappa. Il cinico direttore della Weird Duck Novel, piuttosto infuriato, passa il telefono a Paperino che risponde subito alla chiamata di Uno e ne approfitta per consegnare una storia che il direttore vuole subito far pubblicare. Purtroppo, a causa della sua fretta, Paperino darà all'addetto alla stampa il racconto di apertura sbagliato e butterà in un cestino quello affidatogli dal direttore.

Paperino, vestiti i panni di Pikappa, entra nella Ducklair Tower e vede che Uno, ancora collegato all'interno del Golemroid, è affiancato da un evroniano. Pensando che quest'ultimo voglia eliminare Uno, quando invece lo ha da poco salvato dal mostro alieno che lo aveva attaccato, Pikappa si precipita a salvare l'intelligenza artificiale. I due antagonisti cominciano a combattere tra di loro ma vengono fermati dal mostro alieno. A quel punto l'evroniano e Pikappa uniscono le loro forze per fermare l'alieno ma quest'ultimo viene anzi potenziato dai raggi energetici dello scudo di Pikappa e riesce a inglobare il guardiano. Qui avviene l'inaspettato: l'evroniano salva il nemico facendo scappare la creatura a suon di colpi di Evron-Gun. Egli ha infatti bisogno dell'aiuto di Pikappa per liberarsi della creatura.
Così rivela a Pikappa di essere il comandante Ekdon, che aveva in mente di assaltare l'asteroide LV-426 per prelevare dieci esemplari alieni, definiti Protospecie, da usare come arma risolutiva contro i Guardiani della Galassia. Purtroppo la prima squadra fallisce la missione e, quando Ekdon chiede a Gorthan di inviare un'altra squadra, Gorthan si rifiuta lasciando Ekdon da solo sull'asteroide e ordinando alle sue truppe di caricare un Evron-Azzeratore con cui spazzare via l'asteroide. Ma un pezzo dell'asteroide, contenente Ekdon e un esemplare di Portospecie si salva, schiantandosi nelle viscere della Terra.
Nel frattempo il direttore della Weird Duck Novel è ancora infuriato perché ha scoperto che Paperino ha fatto stampare la storia sbagliata e decide di dargli un'ultima possibilità prima di licenziarlo, telefonandogli. Uno, Pikappa ed Ekdon sanno che la Protospecie è a caccia di energia e che, fino ad ora si è tenuta in vita rubandola alla capsula di animazione sospesa in cui Ekdon si era rinchiusa per salvarsi. Decidono così di attirarla in trappola e di potenziare l'Evron-Gun di Ekdon, l'unica arma in grado di rallentare l'alieno. I due riescono fortunosamente a fermare la Protospecie e a rinchiuderla in una gabbia anti-elettrolitica predisposta da Ekdon. Pikappa decide di lasciare libero Ekdon, che fa ritorno nell'armata evroniana per regolare i conti con Gorthan, mentre Uno, inizialmente non approvando la scelta dell'eroe, spedisce la Protospecie in una nave-prigione.
Paperino è stato licenziato dalla Weird Duck Novel ma l'articolo sbagliato ha suscitato l'interesse di Budd Keitel, direttore di Amazing Papers, che offre a Paperino un posto da vice-direttore.

### L'amore è cieco
- Soggetto e sceneggiatura: Silvia Gianatti
- Matite e chine: Roberta Migheli
- Trama: Lyla Lay è impegnata a fare shopping e nota che un'altra ragazza ha i suoi stessi stivali, appena regalategli dal suo fidanzato. Invidiosa perché la commessa le aveva assicurato che gli stivali erano un pezzo unico, decide di scoprire dove la ragazza li abbia comprati ma viene continuamente interrotta dai passanti che le chiedono autografi o favori per entrare nel mondo dei media.

Riesce comunque a notare che la ragazza viene a un certo punto affiancata da Angus che le consegna un anello ed equivoca tutto. Infatti Angus le spiegherà poi che la ragazza è la sua cugina e quell'anello era solo l'anello del matrimonio che la cugina celebrerà con il suo fidanzato. Chiarito l'equivoco, Lyla commette un'altra gaffe e continua a fare shopping.

## PK017

### I senzanome
- Copertina: Antonelo Dalena (disegno) e Simone Maccari (chine)
- Storia principale: Stefano Ambrosio
- Trama: Durante la storia, Pikappa equipara tutto quello che gli succede ad un episodio della sua vita sportiva in cui giocava in una squadra di baseball. Pikappa sta inseguendo un Evron-bot inviatogli contro lo spietato generale Zondag per attirarlo in una trappola. Prima che questa possa scattare Uno riceve il messaggio di un'altra missione per Pikappa e lo porta nel luogo designato, mentre Zondag e la sua nave gli sono alle calcagna.

La nuova missione è distruggere una nave-prigione in cui sono detenuti in ibernazione quattro pericolosi detenuti con loro a bordo. Purtroppo i detenuti si sono risvegliati e, stranamente, riconoscono Pikappa come Guardiano della Galassia e si mettono al suo servizio. In quel momento la nave di Zondag attacca Pikappa e i suoi nuovi alleati. Essendo in inferiorità numerica, gli alleati ricorrono a una manovra potenzialmente suicida, schiantando la nave-prigione contro l'astronave di Zondag. La manovra riesce, l'astronave evroniana viene distrutta e le sue capsule di salvataggio e ciò che rimane della prigione-nave si schiantano su un asteroide.
Zondag vuole vendicarsi a tutti i costi e guida una prima squadra d'assalto contro Pikappa e i suoi alleati ma viene fermata e Zondag viene fatto prigioniero. A questo punto, Zondag accenna al confuso Pikappa di una storia riguardo a un fatto accaduto sul pianeta R'aznor Ghal e Pikappa chiede a Uno di confermare le parole del generale evroniano. Uno scopre così che i nuovi alleati di Pikappa non sono altro che supersoldati Guardian Drone, creati su Clonius per fermare l'avanzata di Evron. Purtroppo i supersoldati, non provando sentimenti, portavano sì a termine le missioni ma distruggendo tutto pur di completarle. Così il Consiglio dei Guardiani della Galassia decise di eliminarli, tutti tranne la squadra rinchiusa nella nave-prigione trovata da Pikappa, di cui erano state perse le tracce. Pikappa dovrebbe quindi eliminare gli ultimi Guardian Drone ma rifiuta categoricamente l'ordine. Intanto Zondag ne approfitta per mandare un segnale a un'altra astronave in modo che inviino delle truppe in suo soccorso.
A questo punto la situazione è disperata con Pikappa e i Guardian Drone che tentano di salvarsi dal nuovo attacco degli evroniani e con Uno che tenta in tutti i modi di portare a termine la missione al posto di Pikappa. Alla fine, uno dei Guardian Drone decide di eseguire l'ordine di Uno "per permettere all'unico Guardiano che li ha trattati come amici di ritornare a casa" e di rivelare la verità. Pikappa accetta a malincuore l'aiuto e l'asteroide salta in aria con gli ultimi Guardian Drone, Zondag e le sue truppe.

### Fuori orario
- Soggetto e sceneggiatura: Gianfranco Cordara
- Matite e chine: Lorenzo Pastrovicchio
- Trama: Una storia muta sulla doppia vita di Birgit Q.

## PK018

### Lo spirito della città
- Copertina: Graziano Barbaro
- Storia principale: Gianfranco Cordara
- Trama: Il generale Azinuth, capo dei capi dei Guardiani della Galassia, ha deciso di promuovere Pikappa come vicecomandante di Guardian Core 13, la base segreta di controspionaggio dei Guardiani. I dettagli che prevedono l'accettazione dell'incarico però non sono così piacevoli: Pikappa dovrà trasferirsi su Guardian Core 13 a vita, rinunciando alla sua vita sulla Terra, il cui ricordo verrà cancellato dalle menti di chi l'ha conosciuto e anche Uno verrà riformattato. Dato che Pikappa è stato avvisato in ritardo della promozione, gli rimane solo una settimana di tempo per prepararsi. Intanto la perfida Birgit Q sta mettendo in atto un piano diabolico per controllare il crimine di Paperopoli.

Il piano prevede anche di attirare Pikappa in una trappola per raccontargli una falsa storia: una bomba pronta a esplodere sotto Paperopoli entro 48 ore. Pikappa, non avendo altra scelta che fidarsi di Birgit, decide di intervenire senza il suo aiuto e sventa il piano-bluff della bomba, anche grazie a una serie di fortunati eventi.
Alla fine l'eroe capisce l'inganno e avverte Birgit che non l'arresterà (è infatti difficile dimostrare la verità che ha scoperto) ma che la terrà comunque d'occhio. Pikappa torna alla Ducklair Tower dove spiega a Uno che ha deciso di rifiutare la promozione di Azinuth, informando preventivamente il generale. Infatti, secondo Pikappa, è stato proprio "lo spirito della città" che difende strenuamente tutti i giorni ad aiutarlo nell'avventura di questo numero.

### Oltre la maschera
- Soggetto e sceneggiatura: Stefano Piani
- Matite e chine: Lorenzo Pastrovicchio
- Trama: Gli evroniani credono che dietro la maschera di Pikappa si celi Angus Fangus e tentano di catturare quest'ultimo. Angus riesce a salvarsi rifugiandosi all'interno della Ducklair Tower e, nella fuga, si scontra con Lyla Lay che, dopo essersi fatta spiegare da Angus il motivo della sua agitazione, riferisce a Pikappa l'accaduto. Pikappa si traveste da Angus e si lascia catturare dagli evroniani per poi sconfiggerli e farli battere in ritirata.

Gli evroniani pensano allora che sia proprio Lyla a vestire i panni del Guardiano della Galassia ma il tecnarca Zorath non approva le idee della sua squadra e rifiuta l'inizio di quest'altra missione.

## PK019

### Il campione
- Copertina: Alessandro Pastrovicchio
- Storia principale: Stefano Piani
- Trama: Pikappa viene teletrasportato su Guardian Core uno come misura di sicurezza, dopo che tre suoi colleghi Guardiani sono misteriosamente scomparsi dai loro pianeti. Sulla Terra vengono mandati Lok e Squad per fare da esche al rapitore dei Guardiani.

Su Guardian Core uno, Pikappa conosce Ramatis, il figlio del comandante della base, che gli rivela che ad ogni sparizione di un Guardiano corrisponde un misterioso e brevissimo blackout. I due cominciano a sospettare che i Guardiani vengano teletrasportati dai loro pianeti su Guardian core in una zona diversa dalla sala del teletrasporto: questo spiegherebbe i blackout, causati dall'uso di energia supplementare. decidono quindi di accedere al computer centrale situato nell'ufficio del padre di Ramatis e, mentre cercano le tracce di teletrasporto nelle ore interessate, scoprono che Mekyr, il responsabile del settore scientifico della base, si è appena teletrasportato su un pianeta.
Intanto, sulla Terra Lok e Squad si godono la partita di rugby e sventano una rapina a casa di Paperino.
Pikappa ha deciso di intrufolarsi nei laboratori per capire come mai Mekyr li abbia lasciati. Nei laboratori scopre che Mekyr e il vicecomandante El'kort hanno intenzione di creare dei supersoldati, potenziando i campioni già esistenti con un impianto neurale inventato da Mekyr, per prendere il potere e distruggere l'Impero Evroniano. Pikappa viene quindi catturato e fatto combattere contro i Guardiani della Galassia scomparsi e li tiene a bada il tempo sufficiente per far arrivare il comandante della base e i suoi uomini. Il piano viene subito sventato e Pikappa può ritornare sulla Terra.

### Tutta la verità
- Soggetto e sceneggiatura: Stefano Ambrosio
- Matite e chine: Emilio Urbano
- Trama: Everett Ducklair viene mandato su Corona, un pianeta che va ripulito dai sarlak, parassiti lasciati dagli Evroniani che prosciugano il pianeta. Improvvisamente viene convocato dal Consiglio che fa a Everett un resoconto sul lavoro da lui svolto sulla Terra. Durante il resoconto, Everett fa notare, che per completare prima la creazione di Uno, decise di riversare la sua matrice neurale nella memoria positronica dell'intelligenza artificiale, creando così una copia di sé stesso. I membri del consiglio gli chiedono quindi se Uno prende le stesse decisioni di Everett.

A quel punto suona l'allarme: un sarlak si è liberato ed Everett esegue il protocollo anti-infestazione, nonostante questo comporti il sacrificio di un suo collaboratore. Everett scoprirà poi che il suo collaboratore non era mai stato in pericolo e che era tutta una messinscena del Consiglio per capire le differenze tra i modi di agire di Uno e del suo creatore. Si scopre così che Uno è diventato autonomo e, nella sua autonomia, ha violato spesso i regolamenti per aiutare Pikappa. Everett Ducklair teme che la sua creazione venga presto disattivata.

## PK020

### I cacciatori
- Copertina: Lorenzo Pastrovicchio
- Storia principale: Stefano Ambrosio
- Trama: Gorthan ingaggia tre mercenari (un essere organico, un robot teknol e un mutaforma, che non vengono mai chiamati col loro nome ma solo quello della loro razza) per dare la caccia a Pikappa.

Intanto, durante uno scontro fra Pikappa e Megawatt, la povera Lyla Lay viene colpita e gravemente danneggiata da alcuni calcinacci, e il supercriminale riesce a sfuggire. L'episodio rinfocola i dubbi che PK ha sempre nutrito sulle proprie capacità come supereroe. Lyla Lay, riparata quasi alla perfezione da Lyonard D'Aq ma che ha ancora dei problemi alla voce, chiede a Paperino di prendere il suo posto per un’intervista a Birgit Q. Mentre Paperino si reca alla Robolab, Il primo mercenario attacca la sua 313, su cui ha riconosciuto la tecnologia dei guardiani. Il nostro eroe, vestiti i panni di PK, combatte una dura battaglia con l’alieno nello stadio di Paperopoli. Nonostante sia inferiore fisicamente, resiste abbastanza a lungo da dare il tempo a Uno di attivare nello scudo extransformer lo psicocaptatore olografico, uno strumento che risveglia le paure inconsce. Il cacciatore di taglie, terrorizzato, fugge via. Più tardi, mentre Paperino sta intervistando Birgit nella sede della Robolab, fa irruzione il secondo mercenario, il teknol, contro cui neanche Birgit, per quanto armata di sofisticate armi al laser, riesce ad avere la meglio. Solo quando interviene Paperino a fare da esca il robot, la cui tecnologia non gli consente di affrontare due avversari alla volta, è sconfitto e distrutto. Dai resti del teknol, tuttavia, sorge il mutaforma, che prende in ostaggio alcuni ragazzini venuti in visita all'azienda. Paperino decide allora di vestire i panni di Pikappa, anche se Uno lo avverte che, oltre a mettere a rischio la sua identità segreta, non ha nessuna possibilità contro il suo potente avversario. Questa volta il supereroe vince con l'astuzia: sfrutta un'invenzione mostratagli da Birgit (la tuta antiradiante) per far credere al sicario di averlo ucciso e indurlo così a tornare nello spazio. Mentre gli Evroniani puniscono il mutaforma per il suo fallimento, inviandolo nel Pozzo, Pikappa capisce di avere, nonostante i suoi errori e le sue goffaggini, la qualità più importante per un eroe: l’altruismo.

### S.A.S. Specie Aliene Sconosciute
- Soggetto e sceneggiatura: Fausto Vitaliano
- Matite e chine: Stefano Intini
- Trama: Pikappa deve portare delle pile come riserva energetica su un pianeta abitato da alieni che assomigliano a oggetti terrestri e causerà un sacco di guai.

## PK021

### Serie zeta
- Copertina: Marco Gervasio (disegni) e Luciano Milano (chine)
- Storia principale: Sergio Badino
- Trama: Pikappa deve scoprire come mai il regista Edward T. Burbank, diventato molto famoso per il successo riscosso da un suo film, decide improvvisamente di ritirarsi dalla scena. Mentre lo segue, lo salva dall'attacco di una truppa degli Evroniani e il regista gli rivela tutto.

Il regista era uno scienziato del pianeta Dykstrus e aveva creato la Zed-Machine, una macchina in grado di raggiungere mondi lontani nello spazio e nel tempo. Purtroppo uno dei suoi collaboratori, Lukhaas, decise di tradirlo, con l'intenzione di consegnare la sua invenzione agli Evroniani e diventando così governatore del pianeta. Edward, dopo averlo scoperto fugge in gran segreto dal suo pianeta natale e atterra sulla Terra, dove si guadagna da vivere grazie al suo lavoro di regista. La Zed-Machine, che Edward ha portato con sé nella sua fuga, è la chiave del suo successo ed è stata intercettata dagli Evroniani, capeggiati da Lukhaas.
In seguito, i perfidi Evroniani riescono a catturare Pikappa ed Edward e li portano sul loro incrociatore assieme alla Zed-Machine di cui vogliono ampliare le capacità in modo che possa trasportare l'incrociatore in altri pianeti da invadere. Grazie alla grande cooperazione tra i due, Edward e Pikappa (con l'aiuto del gatto di Edward, un ultrasgorbio dalle molteplici capacità) riescono a fuggire, lasciando attiva la Zed-Machine che catapulta l'incrociatore evroniano sul pianeta degli Ultrasgorbi. Edward ha intanto deciso di tornare nel mondo del cinema, con un seguito per il suo primo film, ispirato all'avventura che ha appena vissuto.

### Fuori programma
- Soggetto e sceneggiatura: Gaia Arrighini
- Matite e chine: Giovanni Rigano (disegni) e Cristina Giorgilli (chine)
- Trama: Angus Fangus, durante la sua costante ricerca di uno scoop, si ritrova suo malgrado a essere il concorrente di uno show televisivo su Pikappa e creerà non poca confusione.

## PK022

### Trasporto valori
- Copertina: Stefano Turconi (disegni) e Roberta Zanotta
- Storia principale: Alessandro Sisti
- Trama: Pikappa comincia a studiare il suo contratto di Guardiano della Galassia per scoprirne le falle. Scopre così che avrebbe diritto a uno stipendio e, per questo, un cargo portavalori che passava vicino alla Terra modifica la sua rotta per pagare lo stipendio e arretrati compresi all'eroe. Purtroppo il cargo viene assalito da un incrociatore evroniano e Pikappa deve partire al suo soccorso.

Purtroppo Pikappa viene catturato e rinchiuso assieme all'equipaggio del cargo. Scopre così che è tutta una messinscena:  Krobs Balos, un pirata spaziale molto famoso, ha inserito un suo complice fra i membri dell'equipaggio del cargo in modo che lo aiutasse nel piano. Il complice fa la sua parte ma all'ultimo momento tradisce il pirata, rinchiudendolo insieme all'equipaggio.
Fortuna vuole che Lyo, a cui Pikappa ha chiesto di rimandare l'appuntamento che avevano, si è messo in testa di aiutare l'eroe. Così facendo Lyo spedisce un razzo contro il cargo portavalori, creando una falla da cui i prigionieri possono scappare. Il razzo contiene anche delle armi rudimentali di cui Pikappa e i suoi alleati si servono per prendere il controllo del falso incrociatore evroniano. Così mentre Pikappa cattura il complice di Bolos, quest'ultimo ne approfitta per squagliarsela a bordo del falso incrociatore. Pikappa, inventando una scusa, lo lascia scappare e può finalmente ricevere quanto gli spetta per le sue imprese: un assegno della Cariga (Cassa di risparmio delle galassie) che deve trovare il modo di convertire in dollari.
Tornato sulla Terra, scopre anche che ha diritto alle vacanze e si concede un po' di meritato riposo.

### Paradosso
- Soggetto e sceneggiatura: Stefano Ambrosio
- Matite e chine: Giada Perissinotto
- Trama: Kronin tenta di teletrasportare la torre Duckfield nel suo futuro ma Pikappa glielo impedisce. Kronin, usando il potere delle sue cronovele, tenta di sfruttare una serie di paradossi per portare a termine il colpo scoprendo così il suo punto debole.

## PK023

### Senza via di scampo
- Copertina: Antonello Dalena (disegno), Max Monteduro (colore).
- Storia principale: Michele Foschini (soggetto e sceneggiatura), Antonello Dalena (matite), Cristina Giorgilli (chine).
- Trama: Paperino ha trovato lavoro al Wall Art Museum, ex carcere di Oldstone, che sta per essere inaugurato. All'inaugurazione sono presenti migliaia di persone, compresa Lyla impegnata in un servizio con Camera 9 per 00 Channel. Solo Paperino, essendosi svegliato tardi, non si trova nel museo in cui un mitomane ha riattivato i sistemi di sicurezza del vecchio carcere e ora tiene ostaggi le persone al suo interno. Gli sforzi delle forze dell'ordine per penetrare nel museo sono inutili in quanto le sue difese sono molto superiori, nemmeno Pk con l'aiuto delle mappe elettroniche di Uno riesce a entrare nella fortezza.

Il terrorista concede però a Lyla di trasmettere in diretta dall'interno del museo, intimando velatamente Pk a cercare l'unico che sia mai riuscito a evadere da quel carcere, un certo Frank Mac Taggert. Pk fa evadere Taggert da Cagerock, l'attuale prigione, in cambio della sua guida per entrare nel museo. In una sequenza di flashback viene svelato che il mitomane all'interno del museo si chiama Lazlo Black, ex-compagno di cella di Taggert: durante un'evasione di quest'ultimo Lazlo ha venduto Taggert in cambio della libertà. Entrati nel museo incomincia una lotta tra i carcerieri, Pk e Taggert che vede alla fine vincitori i nostri.

### Reazione a catena
- Soggetto e sceneggiatura: Gianfranco Cordara
- Matite: Emilio Urbani
- Chine: Roberta Zanotta
- Trama: Questa storia si basa sulle conseguenze che può avere un piccolo gesto (un fenomeno conosciuto anche come "effetto farfalla"): Paperino decide di non rispondere al telefono e, dopo una serie di eventi legati uno all'altro da apparenti quisquilie, questo porterà alla creazione di un gigantesco ammasso di energia umanoide intenzionato a distruggere Paperopoli.

## PK024

### Nemico invisibile
- Copertina: Giada Perissinotto (disegno), Max Monteduro (colore).
- Storia principale: Michele Foschini (soggetto e sceneggiatura), Giada Perissinotto (matite e chine).
- Trama: Pikappa è costretto ad affrontare un alieno, atterrato sulla Terra in seguito a un incidente in cui la sua astronave è rimasta danneggiata. L'alieno è stato creato per essere completamente invisibile a qualsiasi sistema di rilevazione e Pikappa imparerà a batterlo grazie all'aiuto fornitogli da Kenzaburo, l'ultimo custode di uno stile di combattimento senza l'uso della vista.

Pikappa capirà però che l'alieno vuole solo tornare alla sua astronave per proseguire il suo viaggio e Pikappa lo aiuterà, lasciandogli recuperare il suo mezzo.

### Il Pozzo
- Soggetto e sceneggiatura: Stefano Ambrosio
- Matite e chine: Vitale Mangiatordi
- Trama: Gorthan visita il pianeta-prigione denominato "Il Pozzo" per vedere come il tecnarca Zoster sta portando avanti i suoi esperimenti. Qui Zoster gli mostra le capacità di quattro superevroniani, che però rivelano di avere numerosi punti deboli. Gorthan, per nulla entusiasta della dimostrazione, decide di andarsene, avvertendo che sarebbe tornato dopo altri sei cicli, sperando di trovare risultati migliori. Nelle prime scene e nelle ultime scene si vede Zoster che conversa con un superevroniano, il primo che ha creato e il più potente. Questo essere è forse l'unico in grado di superare le dimostrazioni che Zoster tiene ogni volta che Gorthan visita "Il Pozzo", eppure Zoster ha deciso che non gli permetterà mai di mettersi in mostra, perché a quel punto il suo lavoro di tecnarca non servirebbe più.

## PK025

### Attacco frontale
- Copertina: Alessandro Pastrovicchio
- Storia principale: Riccardo Secchi
- Trama: Il feroce supremo Gorthan, seguendo alla lettera gli insegnamenti tramandati dal suo idolo Zartas nella sua opera incompiuta, "Il re guerriero", comincia a conquistare molti pianeti, difesi dai Guardiani della Galassia, usando il coolflamizzatore planetario. Queste improvvise conquiste non sono altro che il test per provare il potere e le capacità di questa nuova arma, che Gorthan vuole ora usare per conquistare la Terra.

Vi sono ora una notizia buona e una cattiva. Quella buona è che l'arma, per sortire il suo effetto, ha bisogno di essere supportata da alcune antenne che ne amplifichino la potenza. Quella cattiva è che sulla Terra gli Evroniani hanno identificato le antenne adatte alle quali basta aggiungere un amplificatore deflettivo per completare l'opera.
Vengono così inviate sulla Terra numerose squadre evroniane con la missione di posizionare questi deflettori. Pikappa riuscirà a fare in modo che solo uno dei sei amplificatori venga posizionato. Stufo dei continui fallimenti, Gorthan decide di distrarre l'eroe inviando una parte consistente del suo esercito all'attacco del Paperopoli Stadium, dove si dovrebbe tenere un'importante partita di rugby. Gli Evroniani sono così tanti che il generale Azinuth, capo dei Guardiani della Galassia, è costretto ad inviare sulla Terra altri guardiani che diano supporto a Pikappa.
L'attacco viene sventato e gli Evroniani si ritirano. Ora Gorthan sa che strategia deve adottare per fare in modo che altri Guardiani vengano mandati sulla Terra, in modo da eliminarli tutti in un colpo solo.
Intanto ai Guardiani alleati di Pikappa viene ordinato di rimanere sulla Terra perché facciano da supporto a Pikappa fino a quando il Consiglio non scoprirà i piani di Evron.

### Uno: nessuno e centomila
- Soggetto e sceneggiatura: Michele Foschini
- Matite e chine: Emilio Urbano (disegni) e Roberta Zanotta (chine)
- Trama: Uno ha perso di vista Pikappa e cerca di ritrovarlo sfruttando le telecamere di Paperopoli. Scopre così che l'ultima volta in cui le telecamere lo hanno ripreso è stato quando è entrato nella National Bank, da cui non è uscito nonostante sia passata più di un'ora e mezza. Infatti nella banca è in corso una rapina e i rapinatori hanno rinchiuso i dipendenti della banca e i clienti (tra cui anche Paperino-Pikappa) all'interno del caveau, in modo che non interferiscano. Pikappa non può intervenire: troppe persone sono con lui e potrebbero così capire la sua identità segreta.

Così Uno toglie la corrente alla banca, facendo finire anche il caveau al buio. Paperino ne approfitta per mettersi il costume di Pikappa e far uscire gli ostaggi, usando il suo scudo con cui fa saltare la porta blindata. Pikappa riesce così a sventare la rapina e a catturare i malviventi. Tornato alla Ducklair Tower, ringrazierà Uno per essersi comportato da amico.

## PK026

### Il re guerriero
- Copertina: Francesco D'Ippolito e Paolo De Lorenzi (disegno), Greta Crippa (colore).
- Storia principale: Riccardo Secchi (soggetto e sceneggiatura), Francesco D'Ippolito e Paolo De Lorenzi (matite e chine).
- Trama: Gli Evroniani, grazie ai loro attacchi di massa operati sulle città più importanti della Terra (come Roma, Sydney e altre), riescono a costringere il Consiglio a spedire sempre più Guardiani sul pianeta per supportare Pikappa. Ma prima di tutto questo, riescono anche a sabotare le forze di difesa terrestri e collocare gli amplificatori.

Tutto sembra andare per il peggio: gli Evroniani ha conquistato tutte le città del pianeta, con l'unica eccezione di Paperopoli dove il nostro eroe è rimasto solo insieme alla popolazione, dopo che i suoi alleati sono stati coolflamizzati. Gorthan, ricevendo questa bellissima notizia, decide di andare a parlare con l'eroe per trattare la resa. Gli offre così di sottomettersi alle leggi di Evron, lasciando che la Terra venga conquistata; Gorthan gli offre anche di diventare generale di un'armata evroniana con la quale potrà guadagnarsi rispetto e timore grazie alle sue doti di guerriero. Pikappa però rifiuta la proposta e Gorthan decide di tornare sul suo incrociatore.
Qui Gorthan riflette un'ultima volta sulle parole dell'opera incompiuta di Zartas, "Il re guerriero", e capisce perché il poeta non l'ha completata: la distruzione totale che ogni re guerriero ordina, lascia dietro di sé un senso di insoddisfazione nel suddetto re, oltre a far sopravvivere una serie di buoni valori (altruismo, coraggio disinteressato, ecc.). Gorthan, resosi conto della cosa, decide di ritirare il suo esercito, e ai suoi generali, per mascherare la sua debolezza, riferisce che distruggere la Terra avrebbe fatto a perdere a Evron una fonte inesauribile di emozioni, di cui comunque hanno fatto una buona scorta con le ultime conquiste.
Intanto i terrestri e i Guardiani coolflamizzati vengono liberati dal loro stato di coolflame.

### L'ultimo lento
- Soggetto e sceneggiatura: Sergio Badino
- Matite e chine: Antonello Dalena (disegni) e Riccardo Sisti (chine)
- Trama: Paperinik affronta Snailman, un cronocriminale che, per compiere i suoi colpi, utilizza una pistola a cronoraggi che può fermare il tempo in zone circoscritte.

Non riuscendo a catturarlo, Pikappa si reca nel cronocarcere, dove è rinchiuso Kronin, a cui chiede consiglio, in cambio di uno sconto sulla pena. Kronin dà a Pikappa un consiglio enigmatico, che basterà all'eroe per catturare Snailman. Dato che le celle del cronocarcere sono tutte occupate, Snailman viene messo nella stessa cella di Kronin, dove quest'ultimo non riesce più a sopportarne la compagnia.

## PK027

### Uno + Uno
- Copertina: Sergio Cabella
- Storia principale: Stefano Ambrosio
- Trama: Nell'anno 3059, sulla Terra, Due si è sostituito a Uno dopo che quest'ultimo è stato distrutto/disattivato (questo mistero non viene chiarito nell'episodio). Purtroppo Due non è altro che una fredda imitazione di Uno, fatta per seguire protocolli e regole, senza lasciarsi distrarre dalle emozioni. Pikappa in questo futuro combatte ancora contro gli Evroniani, diventati sempre più forti e tenaci, e per farlo è stato trasformato in un papero cibernetico, in modo che Due possa ogni volta creare degli androidi a immagine e somiglianza dell'eroe che lavorino al posto suo. Infatti non c'è tempo per addestrare un Guardiano che sostituisca Pikappa. Il Pikappa del futuro decide così di usare la cronovela che è riuscito a rubare a Kronin per tornare indietro nel tempo, impedendo a Uno di creare Due e di condannarlo a una vita di sole battaglie senza fine.

Nel presente Pikappa è costretto a fronteggiare gli attacchi su più fronti che il generale Zorgon architetta, ma riesce comunque a scoprire l'arrivo del suo doppio dal futuro. Il Pikappa del futuro, a causa dell'esaurimento repentino dell'energia della sua cronovela, rinuncia a manomettere Uno per aiutare il suo doppio nel presente. In questo modo Uno ha la possibilità di modificare i files base di Due, riuscendo a programmarlo per provare sentimenti.
Tornato nel suo tempo, il Pikappa del futuro viene affiancato dal suo sostituto nella difesa della Terra.

### Vogliate gradire quale gentile omaggio...
- Soggetto e sceneggiatura: Stefano Ambrosio
- Matite e chine: Graziano Barbaro
- Trama: Pikappa è stato convocato d'urgenza insieme agli altri Guardiani della Galassia su Nauryn Theta, il pianeta su cui è situato il comando dei Guardiani alle direttive di Azinuth. Prima però Uno gli fa fare una deviazione in un astro-porto dove poter acquistare un regalo per Azinuth per fargli una buona impressione.

Mentre scelgono il regalo, Uno e Pikappa trovano tra gli oggetti venduti nell'astro-porto una spora evroniana da involuzione traumatica, recuperata nella fascia degli asteroidi G-12, la zona in cui si conclude la storia di PK numero 17 "I senzanome". Proprio in quel momento una squadra di Evroniani guadati dal generale Zorgon, spietato rivale del generale Zondag, attacca l'astro-porto riuscendo a recuperare la spora e Pikappa è costretto a recarsi da Azinuth a mani vuote. O forse no?
Infatti Uno, prima di fargli fare questo viaggio, non ha lasciato a Pikappa il tempo di portare la spesa a casa e se l'è dovuta portare sulla Pi-kar. Quando Azinuth vede gli alimenti comprati da Pikappa, li scambia per il suo regalo, grazie ai quali può imparare a conoscere le abitudini terrestri e ringrazia l'eroe del regalo.
Intanto il generale Zorgon ha avuto la conferma dai suoi sottoposti che la spora recuperata è quella del suo odiato rivale Zondag. Non volendo che il precedente generale torni al potere rubandogli il posto, Zorgon decide di rinchiudere la spora in un contenitore sigillato, in modo che non venga sottoposta al processo rigenerativo.

## PK028

### A 9 secondi dalla fine
- Copertina: Antonello Dalena (disegno), Max Monteduro (colore).
- Storia principale: Michele Foschini (soggetto e sceneggiatura), Antonello Dalena, Marco Gervasio, Giovanni Rigano e Nicola Tosolini (matite e chine)
- Trama: Uno è stato infettato da un virus che era tenuto prigioniero nel database dei Guardiani: entro 12 ore il virus avrà sovrascritto tutta la memoria di Uno. Pk decide allora di partire per Kherem IV, l'unico pianeta dove è possibile trovare i densilicati stabili, adatti a trasferire la memoria di Uno. Qui scopre che l'imperatore di Kherem tiranneggia i suoi sudditi attraverso il reggente Khorlum, costringendoli a lavorare nelle miniere dei satelliti (tra cui Kherem IV), dove è in atto uno sciopero trasformatosi in rivolta. Pk riesce a trasformare il satellite in una colonia indipendente, liberando quindi i minatori e ottenendo i densilicati.

Per fabbricare il congegno di trasferimento di memoria serve però anche del tempronium, un particolare metallo che a Paperopoli possiede solo la Robolab. Perciò su richiesta di Lyo, Lyla Lay travestita va ai laboratori della Robolab con la scusa di dover fare un'intervista per conto di 00 Channel. Dopo aver preso il metallo e dopo essersi buttata da oltre 5 piani, Lyla corre alla Century Ltd da Lyo.
Nel frattempo, Lyonard D'Aq si trova nei meandri della fabbrica per cercare l'elmetto di Super Electron: inaspettatamente però viene assalito da un droide dall'aspetto ostile. L'anziano ricorda di aver già incontrato quell'automa durante una delle sue avventure con Destroyer Duck. Così dopo aver schivato vari colpi, lo distrugge facendogli crollare addosso un muro. Avendo tutto l'occorrente per trasferire la memoria di Uno, Pk, Lyo e Lyla vanno tempestivamente alla Ducklair Tower dove trovano l'intelligenza artificiale in brutte condizioni. Mancano solo nove secondi a che il virus raggiunga il memory core, ma fortunatamente sono sufficienti. Non facendo più parte del sistema, Uno adesso può accedervi e distruggere il virus.

### Indizi
- Soggetto e sceneggiatura: Stefano Ambrosio
- Matite e chine: Sergio Cabella (disegni) e Gianni Gatti (chine)
- Trama: Una doppia storia così strutturata: nella parte superiore delle pagine si racconta un episodio dell'infanzia di Angus Fangus, al passo dallo scoprire il suo primo scoop; nella parte inferiore invece si racconta un episodio odierno della vita del giornalista mentre svolge un servizio sull'ennesima impresa eroica di Pikappa.

## PK029

### L'orologio del mondo
- Copertina: Andrea Freccero (disegno), Max Monteduro (colore).
- Storia principale: Michele Foschini (soggetto e sceneggiatura), Andrea Freccero, Francesco D'Ippolito, Paolo De Lorenzi e Vitale Mangiatordi (matite e chine).
- Trama: Kronin assiste a un esperimento che avviene a bordo di Time-Zero, la base operativa della Tempolizia, in cui si cerca di controllare il flusso temporale. Purtroppo l'esperimento fallirà creando un'onda di energia in grado di cancellare il tempo futuro, presente e passato. Per impedire che ciò avvenga Kronin chiede aiuto a tre suoi potenti sottoposti cui lascia la sua cronovela, e dà poi un messaggio a Pikappa in modo che li aiuti.

Il messaggio viene ricevuto da Pikappa ma, essendo disturbato, l'eroe ne interpreterà male il significato. Poco dopo, Uno lo avvisa che i tre super-cronocriminali, noto come i Razziatori (i sottoposti di Kronin) sono in Amazzonia per distruggere l'Orologio del Mondo, un antico macchinario creato per controllare il mondo, appena scoperto dal professor Schrödingpap. Pikappa ne impedisce la distruzione e cattura i Razziatori, portandoli a Time-Zero per farli incarcerare.
Qui il comandante di Time-Zero, Wheels, spiega la sua versione della storia: i Razziatori, dopo aver rubato e duplicato la cronovela di Kronin, hanno causato diversi problemi ma stavano per essere messi alle strette e così hanno deciso di ricorrere alla soluzione estrema di distruggere l'Orologio del Mondo. La macchina è, infatti, il punto di partenza con cui un pronipote del professor Schrödingpap è riuscito a creare il motore cronale di Time-Zero che gli permette di esistere al di fuori del flusso temporale.
Ma i Razziatori riescono a evadere portando con loro Pikappa e ritornano nel rifugio di Kronin. Qui Kronin spiega la verità al confuso eroe: impedire alla Tempolizia di portare a termine l'esperimento. Pikappa, Kronin e i Razziatori uniscono le forze un'ultima volta per tentare di nuovo di fermare l'esperimento, stavolta riuscendoci.

### Black dragon
- Soggetto e sceneggiatura: Stefano Ambrosio
- Matite e chine: Marco Gervasio
- Trama: Un'altra avventura di Pikappa a Little Tokyo, un quartiere situato nella periferia nord di Paperopoli, dove l'eroe affronta un nemico dotato di poteri magici.

## PK030

### Vigilia bianca
- Copertina: Lorenzo Pastrovicchio (disegno), Max Monteduro (colore).
- Storia principale: Gaja Arrighini, Michele Foschini e Stefano Ambrosio (soggetto e sceneggiatura), Graziano Barbaro, Lorenzo Pastrovicchio e Nicola Tosolini (matite e chine).
- Trama: La trama principale è divisa in tre parti, ognuna sceneggiata e illustrata da autori diversi. Nella prima parte, Pikappa viene invitato ad una festa di Natale intergalattica, ma sarà invece coinvolto in una battaglia contro gli Evroniani. Nella seconda parte, Lyo cerca di spiegare a Lyla e a Uno il significato del Natale portandoli su un pianeta dove è Natale tutti i giorni. Qui scopriranno che un robot ha distrutto tutto il pianeta, ma insieme riusciranno a sconfiggerlo. Nella terza parte, Angus Fangus vuole ritirare un panettone, ma gli danno invece un pandoro. Nel frattempo, un criminale identico ad Angus penetra nel negozio: la polizia si confonde e sta per arrestare Fangus, ma il criminale confessa.

### Fumo e specchi
- Soggetto e sceneggiatura: Michele Foschini
- Matite e chine: Graziano Barbaro
- Trama: Mentre Pikappa assiste in veste di ospite allo spettacolo del mago Macavity (una specie di Houdini dei fumetti), Vulnus Vendor, sapendo che anche l'intera città sta seguendo il numero, ne approfitta per fuggire dal carcere in cui era stato rinchiuso.

## PK031

### Sotto zero
- Copertina: Lorenzo Pastrovicchio (disegno), Max Monteduro (colore).
- Storia principale: Stefano Ambrosio (soggetto e sceneggiatura), Alessandro Pastrovicchio e Lorenzo Pastrovicchio (matite e chine).
- Trama: Una sonda della Roboexplorer trova su Titano, un satellite naturale di Saturno, un'astronave dei Guardiani della Galassia con uno strano ospite. Gli scienziati della Roboexplorer fanno tornare la sonda nel loro laboratorio, situato nella base antartica della Robolab, per studiare i soggetti ritrovati. Purtroppo, dieci mesi dopo l'ospite all'interno dell'astronave si libera e comincia a seminare il panico all'interno della base antartica.

Intanto Birgit Q ha contattato Pikappa perché lo aiuti a risolvere la faccenda sopracitata. Nonostante Pikappa sappia che è bene non fidarsi di Birgit, accetta di aiutarla e si reca con lei nella base antartica.
Qui, dopo uno scontro con Urk, un ex-Guardiano della Galassia del pianeta Thorian, scoprono la verità. In passato, il pianeta Thorian è stato distrutto in seguito a uno scontro tra le forze del Consiglio dei Guardiani della Galassia e la flotta di Evron. Infatti Evron voleva conquistare il pianeta e Keenan e il suo discepolo Urk avevano esposto il loro piano al Consiglio, che li aveva da poco nominati Guardiani della Galassia. Dato che i Thoriani erano immuni alla coolflamizzazione, avrebbero finto di sottomettersi per sabotare dall'interno dell'Impero Evroniano. Naturalmente il Consiglio giudicò il piano troppo rischioso e avvenne quanto descritto sopra.
Tornati sul loro pianeta, Keenan perde il controllo dei suoi poteri, trasformandosi nel suo animale-totem di energia e distruggendo l'armata di Evron, ad eccezione della navetta usata da Gorthan per scampare alla sua furia. A fermarlo era stato proprio Urk e, da quella volta, il maestro considera il suo discepolo un traditore.
Pikappa, Urk, Birgit Q e i suoi sottoposti uniscono le forze per attirare Keenan in trappola e farlo ritornale normale ma il piano fallisce. Infatti Birgit vuole che l'alieno rimanga nella sua forma di energia per imparare a sfruttarne le potenzialità e, per questo, ordina di fare fuoco su Keenan. A questo punto Pikappa aiuta Urk a fuggire con il maestro, intrappolato in una rete a dispersione.

### Il giudizio
- Soggetto e sceneggiatura: Stefano Ambrosio
- Matite e chine: Marco Gervasio (matite e chine), Sandro Zemolin (chine)
- Trama: Pikappa viene scelto da Gorthan come arbitro per una sfida tra questi e Rhauros per vedere chi dei due potrà guidare entrambe le armate evroniane. Lo scontro ha poche semplici regole: due sfidanti si combattono su un pianeta, senza armi tranne quelle che riescono a fabbricare per conto loro.

Durante lo scontro, Pikappa intuisce che Rhauros sta barando e sospende la sfida, assegnando di fatto la vittoria a Gorthan. Pikappa viene quindi lasciato libero di tornare sul suo pianeta.

## PK032

### The end?
- Copertina: Marco Gervasio (disegno), Max Monteduro (colore)
- Storia principale: Stefano Ambrosio e Gianfranco Cordara (soggetto e sceneggiatura), Sergio Cabella, Marco Gervasio, Alessandro Pastrovicchio e Lorenzo Pastrovicchio (matite e chine).
- Trama: Alcuni Evroniani si introducono nella nave del generale Zorgon, trafugando la spora del malvagio generale Zondag, il più grande nemico di Pikappa, per sottoporla ad un processo di ricrescita. Il redivivo generale prende così il comando dell'impero, spodestando Gorthan. Zondag, con l'inganno, spedisce Zorgon ad attaccare la Terra, mentre tutti gli altri pianeti sorvegliati dai Guardiani della Galassia vengono posti sotto assedio: in questo modo nessun guardiano potrà essere inviato in soccorso degli altri. Intanto, sulla terra, Pk e Lyla devono fronteggiare nuovamente l'infido Vulnus Vendor, armato di un gas che trasforma gli umani in mostri. In seguito alla confusione generata dal contemporaneo attacco evroniano, i mostri attaccano gli alieni e Vendor rimane vittima del suo stesso gas.

Intanto Zondag rapisce Kronin, usando la sua cronovela per tornare nel passato ed impedire la nascita dei guardiani. L'intero corso degli eventi viene riscritto: i Guardiani non esistono più, come Uno; Paperino non è mai diventato Pk. Gli evroniani, tuttavia, senza la competizione dei guardiani diventano pacifici. Appreso ciò Zondag, furente, decide di attaccare un'ultima volta la Terra. Riescono a entrare nel suo incrociatore, però, proprio Paperino, Angus Fangus, Lyla Lay, e Vulnus Vendor (che nella nuova linea degli eventi è il dirigente della Robolab assieme con Birgit Q) che tentano l'ultimo, disperato, tentativo di difesa. Solo Paperino e Angus rimangono vivi di fronte a Zondag. L'apparizione di un ologramma di Paperinik, che distrae il generale, consente a Paperino di sconfiggerlo, ritornando alla trasformazione di una spora. L'ologramma accenna alle imprese di un Paperinik della prima serie PK - Paperinik New Adventures, e poi scompare. Paperino, Angus e l'umanità superstite si accingono a ricominciare.